# Bosnia y Herzegovina en los Juegos Paralímpicos de Atenas 2004
Bosnia y Herzegovina estuvo representada en los Juegos Paralímpicos de Atenas 2004 por quince deportistas masculinos.

## Medallistas
El equipo paralímpico bosnio obtuvo las siguientes medallas:
| Nombre | Deporte          | Evento           |
| --- | ---------------- | ---------------- |
| Oro |                  |                  |
| Safet Alibašić Fikret Čaušević Sabahudin Delalić Esad Durmišević Ismet Godinjak Dževad Hamzić Ermin Jusufović Zikret Mahmić Adnan Manko Asim Medić Ejub Mehmedović Nedžad Salkić | Voleibol sentado | Torneo masculino |
| Plata |                  |                  |
| — |                  |                  |
| Bronce |                  |                  |
| — |                  |                  |